# Plestan
 Plestan  (así también en bretón) es una población y comuna francesa, situada en la región de Bretaña, departamento de Côtes-d'Armor, en el distrito de Dinan y cantón de Jugon-les-Lacs.

## Demografía
| 1380 | 1317 | 1233 | 1245 | 1306 | 1396 |
| Para los censos de 1962 a 1999 la población legal corresponde a la población sin duplicidades (Fuente: INSEE [Consultar]) |      |      |      |      |      |